# Стефан Томашевич
Стефан Томашевич (босн. Stjepan Tomašević, серб. Стефан Томашевић, бл. 1438–1463) — деспот Сербії (як Стефан III), король Боснії.

## Життєпис
Стефан Томашевич був сином боснійського короля Стефана Томаша від його першої дружини Воячі.

### Сербський деспот
У січні 1458 року помер деспот Сербії Лазар Бранкович. Прибічники турків при сербському дворі проголосили новим деспотом воєводу Михайла Ангеловича, брат якого був візиром Мехмеда II, проте населення сербської столиці Смедереве за підтримки про угорської партії попередило цей переворот. Михайло Ангелович був ув'язнений, а правителем став сліпий Стефан Бранкович. Тоді за ініціативою угорського та боснійського королів до Смедерева був запрошений Стефан Томашевич, який мав одружитись із дочкою покійного правителя Оленою та прийняти титул «деспота». 21 березня 1459 року відбулось весілля (після якого Олена замінила ім'я на більш прийнятне для католиків «Марія») і Стефан Томашевич зайняв сербський трон, але невдовзі місто взяли в облогу турки. Смедереве деякий час опиралося, але потім здалося за умов, що молодий деспот зі свитою може вільно залишити його. Сербія була завойована турками, а Стефан Томашевич повернувся до Боснії з дружиною.

### Король Боснії
10 липня 1461 року помер Стефан Томаш, і Стефан Томашевич став новим королем Боснії. Він одразу ж звернувся до Ватікану по допомогу проти неминучого турецького вторгнення, і в листопаді прибув легат від папи Пія II, який привіз королівську корону. Це з великим невдоволенням сприйняв угорський король Матвій Корвін, проте 1462 року за посередництва папи було досягнуто перемир'я: Стефан склав перед Матвієм васальну присягу та зобов'язався підтримувати його проти імператора Фрідріха III
1463 року Стефан припинив сплачувати данину туркам, і Мехмед II особисто повів османську армію на Боснію. Стефан був узятий в полон у Ключі, привезений до Яйця і там страчений у місці, відомому з тих пір як «цареве поле».